# Aivaras
Aivaras Stepukonis (Kaunas, 1972) is een Litouwse zanger en multi-instrumentalist.

## Biografie
Stepukonis speelde sinds 1998 in een band die Footprints heette. Drie jaar later stapte hij uit de band om een solocarrière te beginnen.
In de nationale voorrondes voor het Eurovisiesongfestival 2002 werd hij tweede. Desondanks mocht hij toch Litouwen vertegenwoordigen tijdens de internationale finale in Tallinn. De winnaars, de groep B'avarija, werden namelijk gediskwalificeerd. Aivaras was niet erg succesvol op het Eurovisiesongfestival. hij werd slechts 23e.

## Discografie

### Albums
- Aivaras (2002)
- Myliu arba tyliu (2005)
- Same difference (2005)
- Sage & Fool (2010)

1994: Ovidijus Vyšniauskas · 
1999: Aistė Smilgevičiūtė · 
2001: Skamp · 
2002: Aivaras · 
2004: Linas & Simona · 
2005: Laura & The Lovers · 
2006: LT United · 
2007: 4Fun · 
2008: Jeronimas Milius · 
2009: Sasha Son · 
2010: InCulto · 
2011: Evelina Sašenko · 
2012: Donny Montell · 
2013: Andrius Pojavis · 
2014: Vilija Matačiūnaitė · 
2015: Monika Linkytė & Vaidas Baumila · 
2016: Donny Montell · 
2017: Fusedmarc · 
2018: Ieva Zasimauskaitė · 
2019: Jurijus Veklenko · 
2021: The Roop · 
2022: Monika Liu · 
2023: Monika Linkytė · 
2024: Silvester Belt · 
2025: Katarsis
- International Standard Name Identifier: 0000 0001 3319 2254
- MusicBrainz: d1f8f8d0-0c93-4a0e-b0ad-7f41495f8f24
- Nationale Bibliotheek van Polen: a0000001964705
- Virtual International Authority File: 249912095